# Winter Love
Singles de BoA
Key of Heart
(2006) Sweet Impact
(2007)
Winter Love est le 22e single de BoA sorti sous le label Avex Trax le 1er novembre 2006 au Japon. Il atteint la 2e place du classement de l'Oricon et reste classé 14 semaines pour un total de 99 078 exemplaires vendus. Les chansons Winter Love, Candle Lights et Last Christmas se trouvent sur l'album Made in Twenty (20).

## Liste des titres
| 1. | Winter Love                                     |  |
| 2. | Candle Lights                                   |  |
| 3. | Last Christmas (reprise de Wham! (First Press)) |  |
| 4. | Winter Love (TV Mix)                            |  |
| 5. | Candle Lights (TV Mix)                          |  |

| 1. | Winter Love (video clip) |  |